# Dordts Kamerorkest
Het Dordrechts Kamerorkest  vh. Dordts Kamerorkest (DKO) is een professioneel begeleidingsorkest voor koren en oratoriumverenigingen. Het orkest is in de vijftiger jaren van de 20e eeuw opgericht. Oprichter was Dirk Hol (1907-1994), in het dagelijks leven stadsarchitect in Dordrecht, maar daarnaast ook componist en dirigent. Aanvankelijk bestonden de activiteiten vooral uit het begeleiden van kerkkoren. Officiële inschrijving bij de Kamer van Koophandel was op 23-4-1985. Na Dirk Hol heeft het orkest diverse dirigenten gekend: Armen van der Linden (1979-1985), Hanni Barendregt (1985-2002), Bernhard Touwen (2002-2006), Wouter Padberg (2006-2007) en Laura Bos (2007-2009). Huidig dirigent/artistiek leider is Casper van Nugteren (2009-heden).
Het Dordrechts Kamerorkest bestaat uit een vaste kern en telt in volledige bezetting meer dan twintig musici. Jaarlijks wordt in Nederland een wisselend aantal concerten verzorgd. Incidenteel worden radio en tv-opnames gemaakt en geeft het orkest concerten in het buitenland.
De kern van het repertoire is barokmuziek, waarin de werken van Johann Sebastian Bach de basis vormen. Verder worden werken uit de klassieke periode, de romantiek en werken van meer hedendaagse componisten als Jurriaan Andriessen en John Rutter ten gehore gebracht.